# Блайкен-бай-Обердисбах
Блайкен-бай-Обердисбах (нем. Bleiken bei Oberdiessbach) — бывшая коммуна в Швейцарии, в кантоне Берн. С 1 января 2014 года вошла в состав коммуны Обердисбах.
До 2009 года входила в состав округа Конольфинген, с 2010 года - в Берн-Миттельланд. Население составляет 374 человека (на 31 декабря 2006 года). Официальный код — 0604.